# Min oskuld och Pearl Harbor
Min oskuld och Pearl Harbor (originaltitel: Ham on Rye) är en roman från 1982 av Charles Bukowski. Den är en skildring av Bukowskis barndom, med hans alter ego Henry Chinaski som huvudperson. 1983 kom boken i svensk översättning.

## Handling
Romanen skildrar en uppväxt i en av Los Angeles sämre förorter under depressionen efter första världskriget. Där växer Chinaski upp i en kärlekslös familj där fadern slår honom. Också i skolan känner han sig malplacerad och livet tycks honom svårt i största allmänhet. Han hanterar det hela genom att utveckla en hård och kaxig attityd mot omvärlden och en stor portion ironi gentemot sin egen person. Den cynism som anses utmärkande för Bukowski gör sig påmind i romanen, men här finns också en stor känslighet och ärlighet.
Chinaski lämnar sin familj och avbryter sina studier för att flytta in i ett sjabbigt hotell i slummen. Han träffar sin enda vän för sista gången innan denne går ut i kriget, och han själv återvänder till fyllan och bråken.

## Mottagande
Min oskuld och Pearl Harbor räknas som en av Bukowskis bästa böcker.
Boken klassificeras som en självbiografi, men kritiker pekar på att Bukowski överdriver sina erfarenheter för att få dem att stämma överens med den egna självbilden som en rebellisk ensamvarg.